# Kälvesta
Kälvesta est un quartier du district d'Hässelby-Vällingby à Stockholm en Suède.

## Description
Kälvesta est un quartier et une zone de maisons mitoyennes et des villas dans la partie nord-ouest du district de Hässelby-Vällingby à Västerort.
Le district est limitrophe de Vinsta au sud-ouest, Hässelby villastad à l'ouest, Solhem au sud-est, Lunda au nord-est et Skälby dans la commune de Järfälla au nord.
La majeure partie de Kälvesta a été construite à la fin des années 1960 et dans les années 1970. Kälvesta compte deux collèges : Sörgårdsskolan et Björnbodaskolan.
Le quartier s'étend sur 1,18 kilomètres carrés.

## Transports
Les bus 119 et 116 passent par Kälvesta en direction de la gare de Spånga ou de Vällingby Centrum,.

## Histoire
En 1977, le Vol Linjeflyg 618 s'est écrasé a Kälvesta, tuant ses 22 passagers, dont le joueur de tennis de table Hans Alsér,.

## Galerie

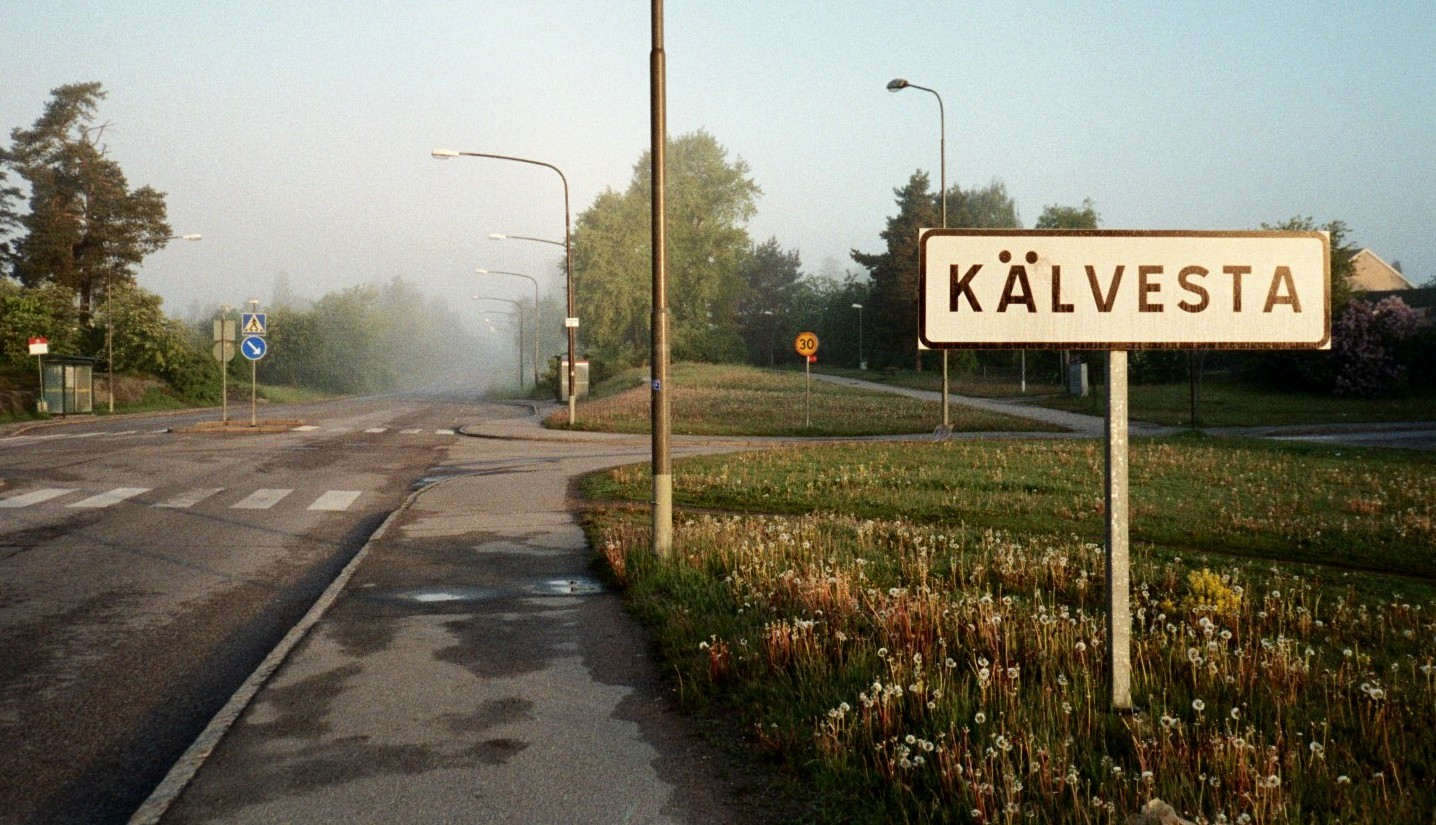
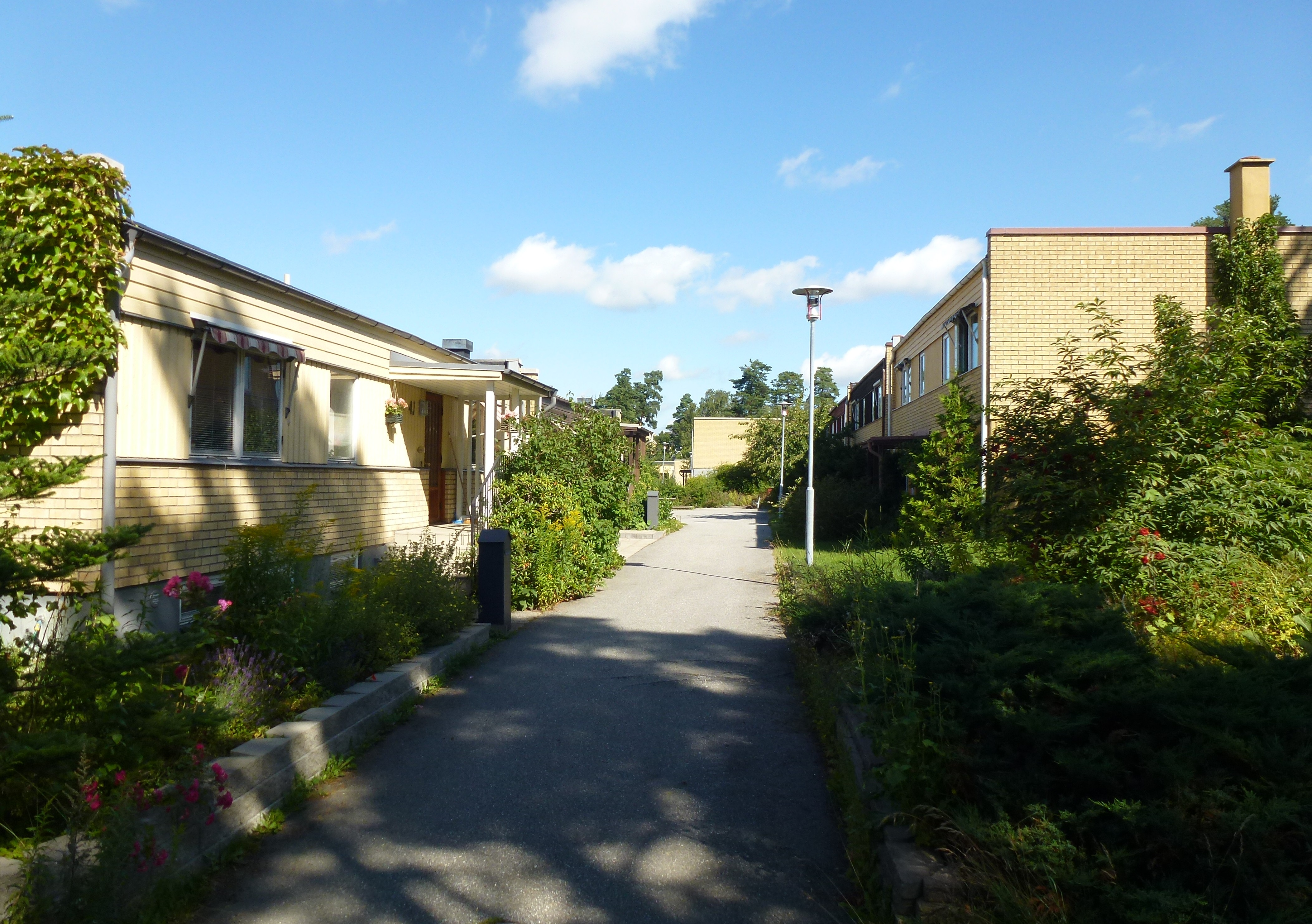
Björnidevägen
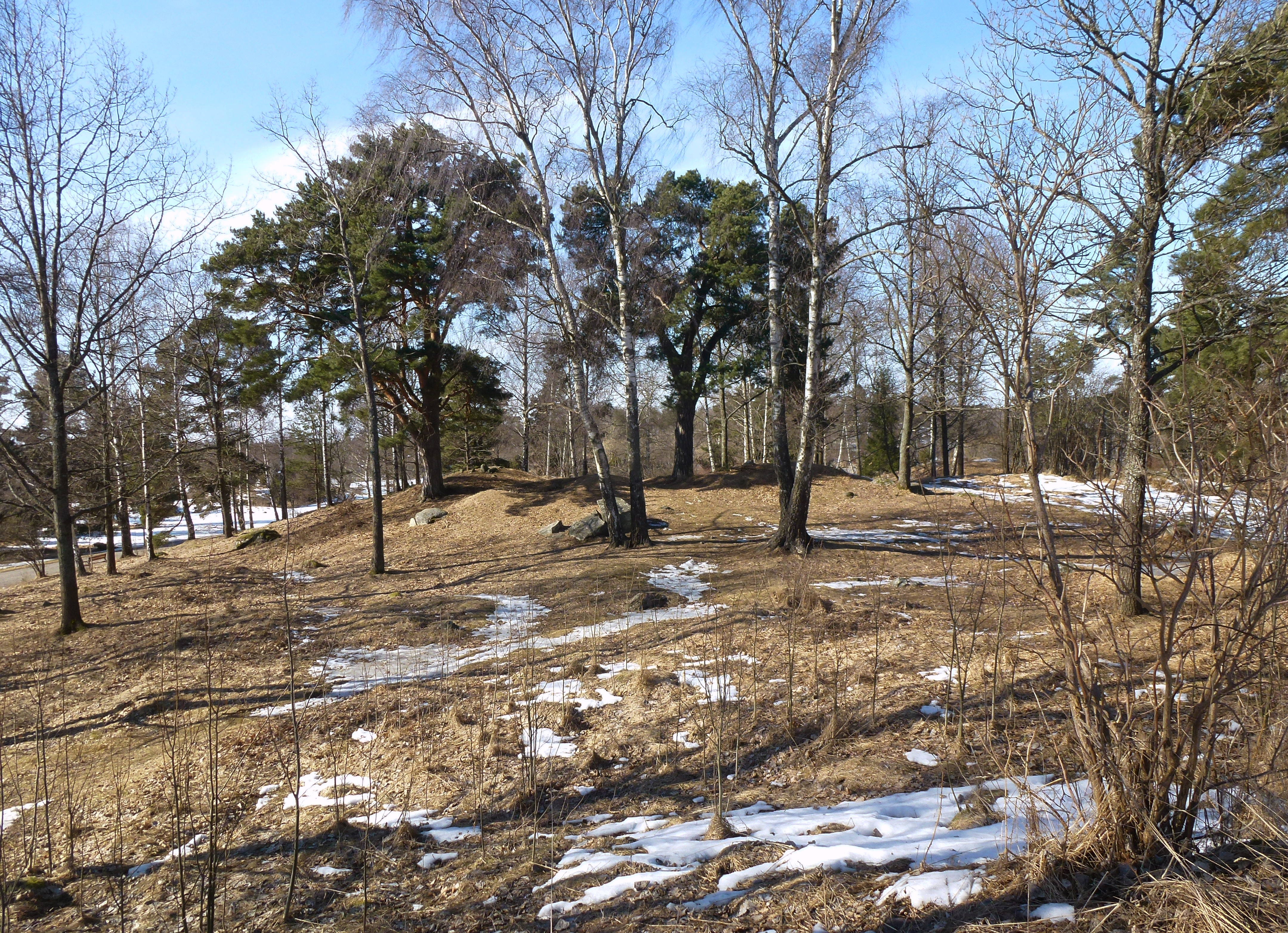
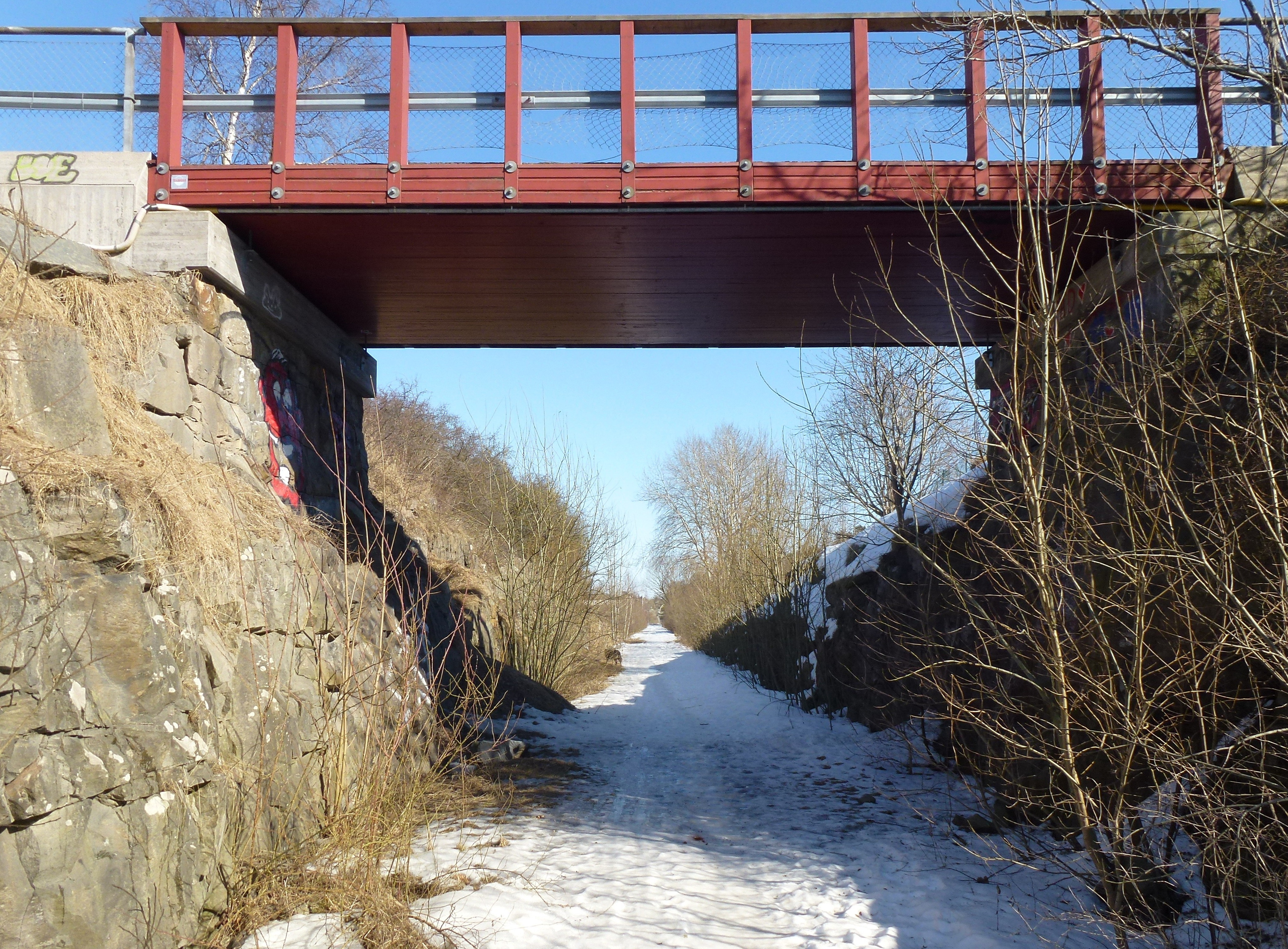
Ancienne voie ferrée.